# Albany megye (Wyoming)
Albany megye az Amerikai Egyesült Államokban, azon belül Wyoming államban található. Megyeszékhelye Laramie. Lakosainak száma 37 066 fő (2020. április 1.). Albany megye Converse, Platte, Laramie, Larimer, Jackson és Carbon megyékkel határos.

## Népesség
A megye népességének változása:
| Lakosok száma | 36 445 | 36 868 | 37 246 | 37 422 | 37 956 | 37 066 |
|               | 2010   | 2011   | 2012   | 2013   | 2015   | 2020   |